# براتریوو
براتریوو (به چکی: Bratřejov) یک منطقهٔ مسکونی در جمهوری چک است که در ناحیه زلین واقع شده‌است. براتریوو ۱۱٫۹۵ کیلومتر مربع مساحت و ۷۵۹ نفر جمعیت دارد و ۴۲۰ متر بالاتر از سطح دریا واقع شده‌است.